# Dolina Szeroka Jaworzyńska

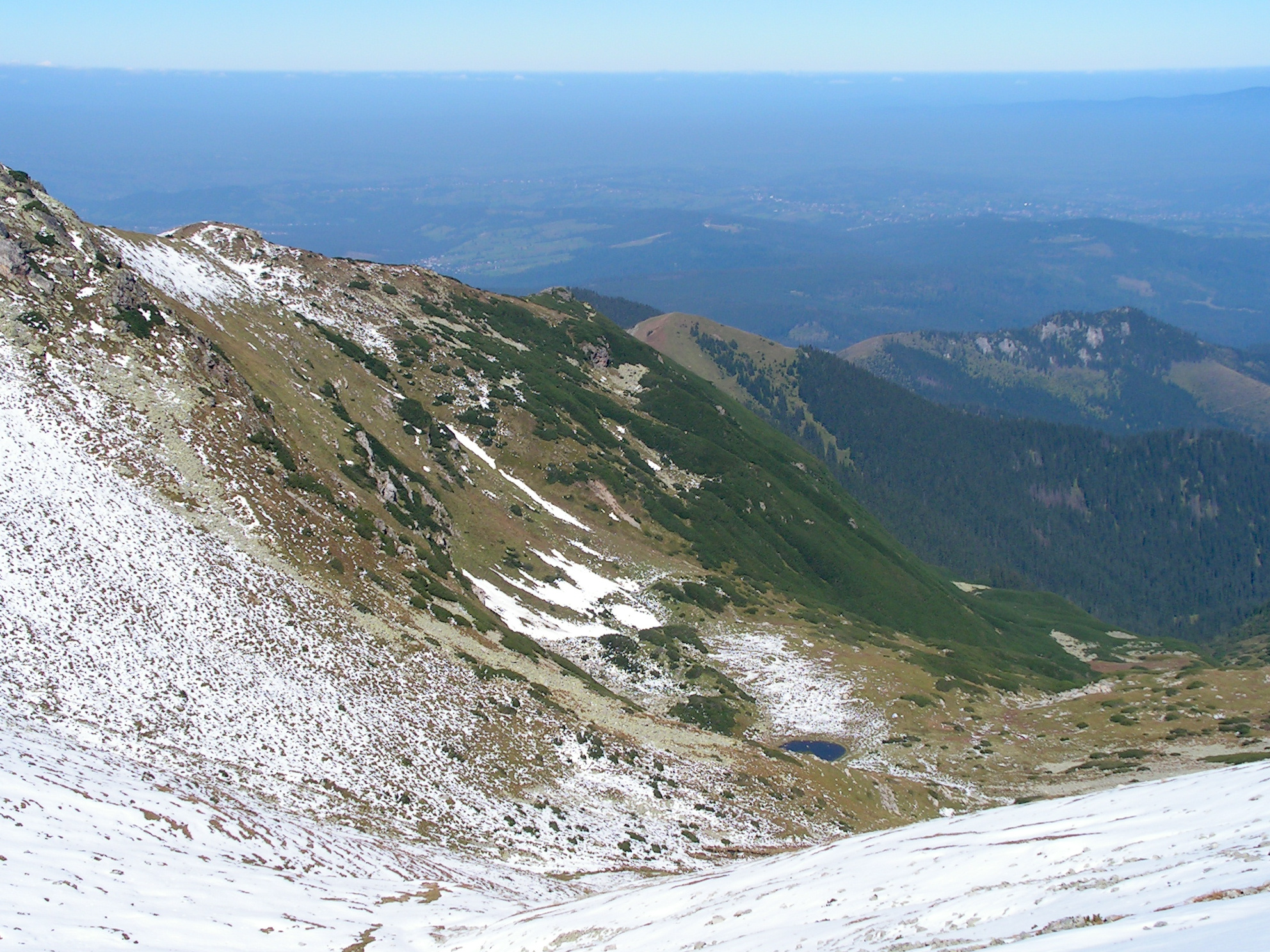
Dolina Wyżnia Szeroka z Cichym Stawem

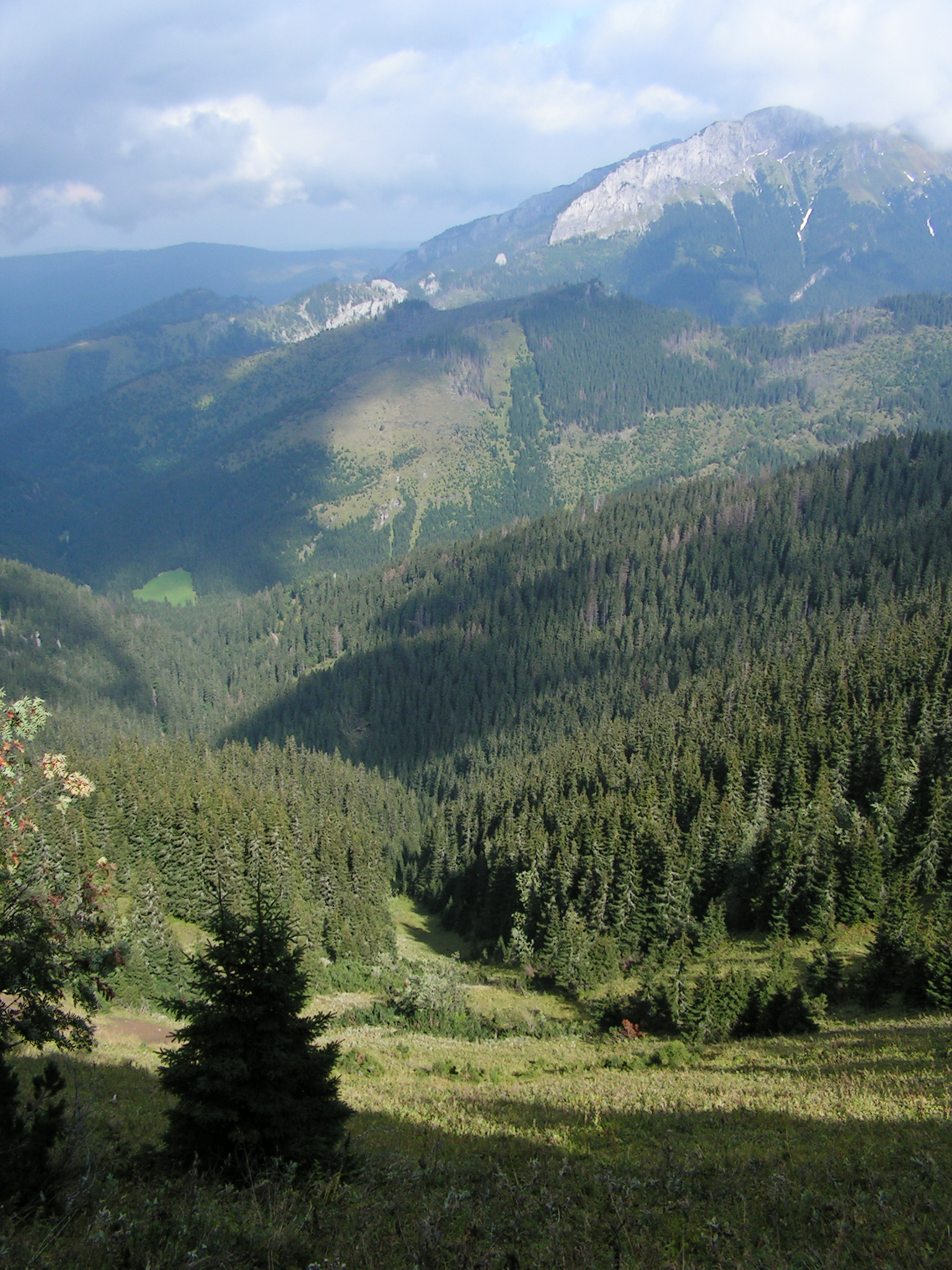
Niedźwiedzi Żleb, na dnie Doliny Szerokiej Michałczyna Polana

Dolina Szeroka (słow. Široká dolina, niem. Širokatal, Sirokatal, Breitberg-Tal, węg. Siroka-völgy) – największe (powierzchnia ok. 9,3 km², długość ok. 5,7 km) z zachodnich (lewostronnych) odgałęzień Doliny Jaworowej (Javorová dolina) w słowackich Tatrach Wysokich. Wcina się w masyw Szerokiej Jaworzyńskiej (Široká, 2210 m n.p.m.).

## Topografia
Dolina Szeroka ograniczona jest z obu stron długimi grzbietami wybiegającymi ze szczytu Szerokiej Jaworzyńskiej.
- Od zachodu ramię z Karczmarskim Wierchem (Skalka, 1438 m), Zadnią Kopą (Zadná kopa, 1674 m), Horwackim Wierchem (Horvátov vrch, 1902 m) i Spismichałową Czubą (Zámky, 2010 m) oddziela Dolinę Szeroką od bocznych dolin należących do systemu Doliny Białki i Doliny Białej Wody (Bielovodská dolina). Są to (kolejno od północy): Dolina Czerwona (Červená dolina), dolina Rozpadlina (Rozpadliny), Dolina Spismichałowa (Spišmichalova dolina) i Litworowy Żleb (Litvorový žľab). Północno-wschodnie ramię Karczmarskiego Wierchu stanowi granicę z niewielką Doliną Białego Potoku, należącą do systemu Doliny Jaworowej.
- Od wschodu ramię z Babosiem (Malý Baboš, 1471 m), Suchym Wierchem Jaworowym (Veľký Baboš, 1523 m), Murowanym Koszarem (Košiar, 1870 m) i Świstową Górą (Svišťovky, 2070 m) oddziela ją od głównej osi Doliny Jaworowej i jej niewielkich bocznych odgałęzień. Są to (kolejno od północy): Suchy Żleb Jaworowy, Koński Żleb, Świstówka Jaworowa i Dolina Zielona Jaworowa (Zelená Javorová dolina).

Odgałęzieniami Doliny Szerokiej są:
- Dolina Świstowa Jaworzyńska (Dolina Svišťoviek) – największa powierzchniowo, podchodząca pod Murowany Koszar i Świstową Górę, odgraniczona ramieniem odchodzącym na północ z tego ostatniego szczytu,
- Dolina Sucha Jaworzyńska – podchodząca pod odcinek grzbietu od Suchego Wierchu Jaworowego przez Suchą Przełęcz Jaworową (Sedlo pod Košiarom, 1360 m) po Murowany Koszar,
- Niedźwiedzi Żleb (Medvedí žľab) – wznoszący się pod grzbiet między Golicą (Holica, 1628 m) a Zadnią Kopą i ograniczony po bokach grzbietami zbiegającymi z tych szczytów,
- Pitoniakowy Żleb (Pitoňákov žľab) – sąsiadujący od południa z Niedźwiedzim Żlebem i podchodzący pod odcinek grzbietu od Karczmarskiego Wierchu przez przełęcz Stary Szałas (Starý salaš, 1301 m) po Golicę.

Górna część głównej osi doliny, powyżej Szerokiej Polany, nazywana jest Doliną Wyżnią Szeroką. Podchodzi ona pod szczyt Szerokiej Jaworzyńskiej.

## Wody

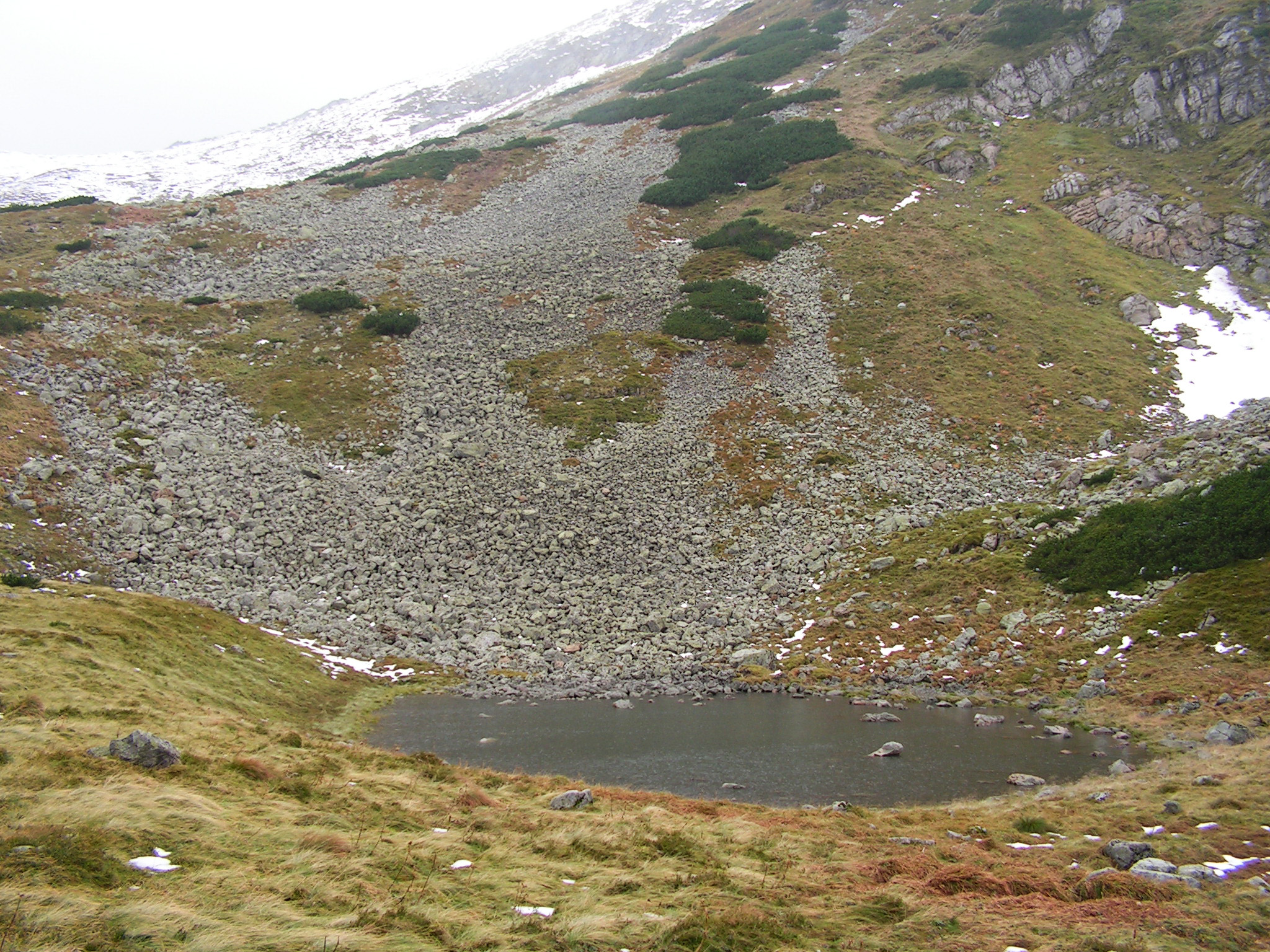
Cichy Staw

Głównym ciekiem wodnym doliny jest Szeroki Potok (Široký potok), wpadający do Jaworowego Potoku (Javorinka) powyżej Jaworzyny Tatrzańskiej (Tatranská Javorina). Zasilają go wody trzech wywierzysk o wspólnej nazwie Wywiery (Vyvieranie) położonych w środkowej części doliny na wysokości nieco ponad 1150 m. Do Szerokiego Potoku dopływają niżej Niedźwiedzia Woda i Pitoniakowa Woda. Górne części doliny (Dolina Wyżnia Szeroka, Dolina Świstowa Jaworzyńska) odwadniane są podziemnie, na powierzchni nie płyną żadne potoki. Oprócz Wywierów, inne źródła w dolinie to Ciche Źródło (Źródło Kolbenheyera, Kolbenheyerov prameň, 1770 m) powyżej Cichego Stawu oraz nienazwane przy górnym końcu Suchej Polany. Ich wody po krótkim pobycie na powierzchni ponownie wpływają w podłoże.
W Dolinie Wyżniej Szerokiej znajduje się niewielki (0,05 ha) Cichy Staw (Tiché pleso), położony na wysokości ok. 1745 m i stanowiący rzadki przykład jeziora krasowego (w Tatrach prawie wszystkie pozostałe stawy to jeziora polodowcowe). Około 140 m na północny zachód znajduje się mniejszy, niekiedy wysychający stawek – Ciche Oko (Malé Tiché pleso).

## Geologia i przyroda

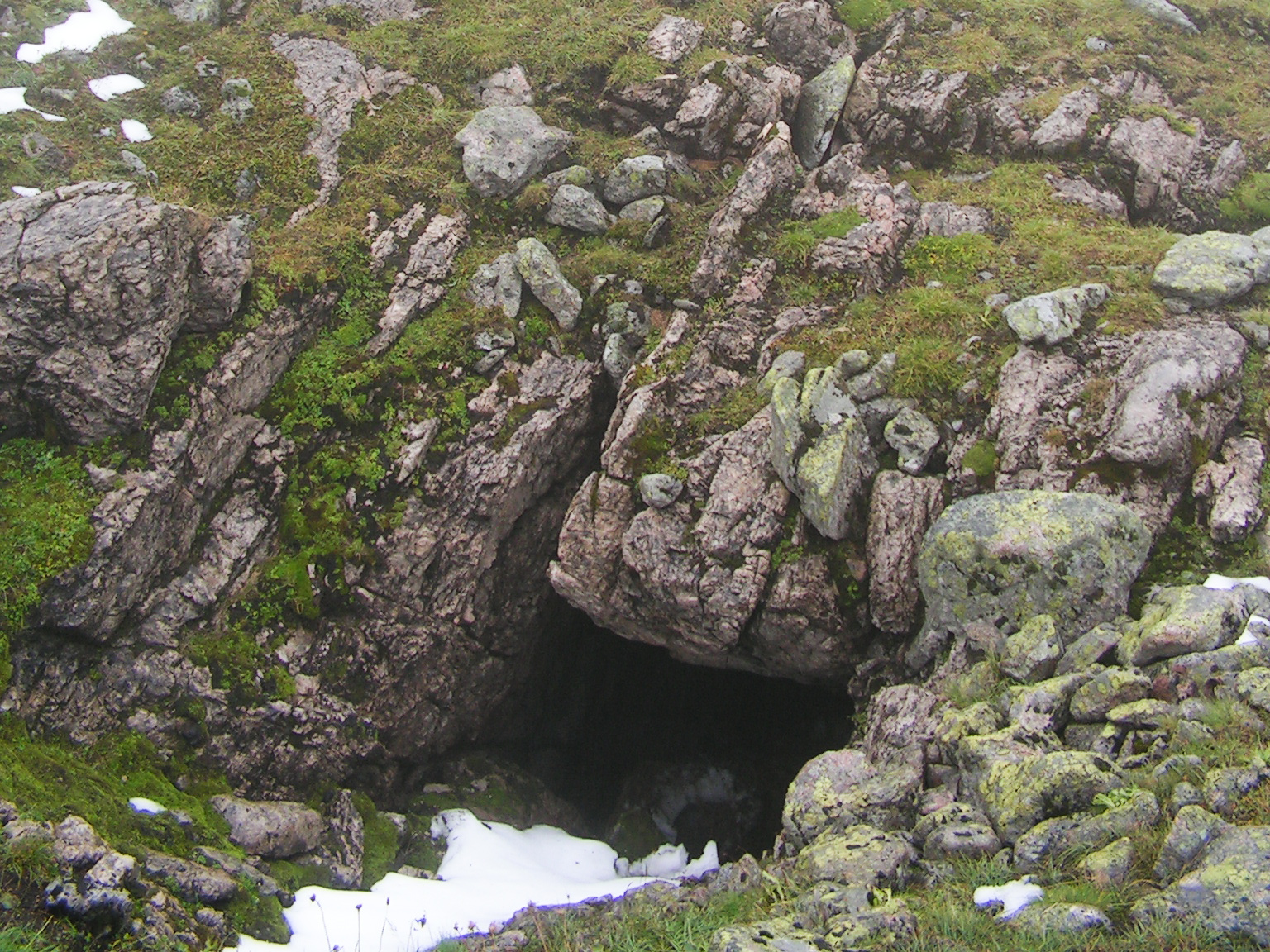
Otwór Cichej Dziury

Przeważająca część doliny utworzyła się w skałach osadowych wieku mezozoicznego (wapieniach, dolomitach, piaskowcach, łupkach i marglach), należących do serii reglowej dolnej (na północ od linii Przełęcz pod Zadnią Kopą – Sucha Przełęcz Jaworowa) i serii wierchowej (płaszczowina Szerokiej Jaworzyńskiej – na południe od tej linii). W obrębie płaszczowiny Szerokiej Jaworzyńskiej występują również granity i granodioryty tworzące czapkę krystaliczną – obszar skał krystalicznych oderwanych od trzonu krystalicznego. Budują one grzbiet zamykający od południa Dolinę Szeroką, począwszy od Spismichałowej Czuby, przez szczyt Szerokiej Jaworzyńskiej, Świstowy Kopiniak, Świstową Górę po Murowany Koszar. Z granitoidów zbudowane są górne części zboczy wymienionych wierzchołków, a także oddzielony od nich, niewielki obszar północno-wschodnich zboczy Horwackiego Wierchu, łącznie z jego wierzchołkiem.
W dolinie można spotkać różne formy rzeźby krasowej, m.in. jaskinie, wywierzyska, leje krasowe, żłobki i żebra krasowe. Znane od dawna są Jaskinia Kościółek i Cicha Dziura (Snežná jaskyňa) w Dolinie Wyżniej Szerokiej oraz Jaskinia Świstowa Wyżnia i Niżnia w Dolinie Świstowej Jaworzyńskiej.
Roślinność układa się w typowy dla Tatr, piętrowy sposób, sięgając piętra halnego. Drzewostany w dolinie są miejscami przerzedzone wskutek działania wiatrów halnych i gradacji kornika drukarza. Wśród lasów znajduje się ponadto kilka polan: Kubalowa Polana (Kubalova poľana), Michałczyna Polana (Michalčina poľana), Sucha Polana (Suchá poľana) i Szeroka Polana (Široká poľana). Szczególnie ta ostatnia na przestrzeni kilkudziesięciu lat wyraźnie zmniejszyła swoją powierzchnię, zarastając świerkami.
Dolina prawie w całości znajduje się na terenie ścisłego rezerwatu przyrody „Bielovodská dolina” i nie przebiega przez nią żaden szlak turystyczny. Cała Dolina Szeroka wyłączona jest z działalności turystycznej i taternickiej, co oznacza, że nielegalne jest jej zwiedzanie nawet w towarzystwie przewodnika tatrzańskiego.

## Historia i nazewnictwo
Dolina Szeroka była przez kilka wieków użytkowana pastersko, przeważnie przez górali z Jurgowa i Czarnej Góry. Pozostałością po pasterstwie są obecnie istniejące polany, a także nadal wyraźnie zmniejszony areał kosodrzewiny w stosunku do stanu pierwotnego (pomimo trwającej już kilkadziesiąt lat ochrony rezerwatowej). Na wszystkich ważniejszych polanach stały niegdyś budynki pasterskie. W Dolinie Świstowej Jaworzyńskiej wydobywano rudy żelaza, przetapiane następnie w hutach w Jaworzynie Tatrzańskiej. Działały one od 1759 do 1873 roku. Dla usprawnienia wywozu urobku wybudowano do Doliny Świstowej drogę (powyżej Wywierów obecnie zarastającą). W latach 1879–1926 właścicielem dóbr jaworzyńskich, w tym Doliny Szerokiej, był książę Christian Hohenlohe. Utworzył on w Tatrach wielki zwierzyniec, ogrodzony płotem, w którym intensywnie polował na rodzime i sztucznie introdukowane gatunki. Równocześnie mocno ograniczył on pasterstwo i turystykę w swoich dobrach. Wybudowane w czasach Hohenlohego solidne ścieżki myśliwskie przetrwały w większości w dobrym stanie i są nadal czytelne w terenie. Przez okres 9 miesięcy przed wybuchem II wojny światowej Dolina Szeroka należała do II RP. Wysunięty został wtedy przez Aleksandra Bobkowskiego projekt budowy schroniska narciarskiego pod szczytem Szerokiej Jaworzyńskiej. Od 1949 roku dolina objęta jest ochroną przez Tatrzański Park Narodowy (Tatranský narodný park, TANAP). Na Kubalowej Polanie (blisko wylotu doliny) stoi leśniczówka, a do Wywierów prowadzi szeroka droga, z której korzystają pojazdy pracowników parku.
Ruch turystyczny był zawsze niewielki – jedynym ważniejszym celem turystów na tym obszarze była Szeroka Jaworzyńska. Dodatkowo rozwojowi turystyki nie sprzyjały zakazy wprowadzone przez Hohenlohego, a obecnie – obowiązujące przepisy TANAP-u.
Nazwa doliny pochodzi od wznoszącej się nad nią Szerokiej Jaworzyńskiej, a więc w konsekwencji od szerokiego, górnego piętra Doliny Wyżniej Szerokiej, które jest dobrze widoczne z wielu miejsc po północnej stronie Tatr. W XVIII wieku używano nazwy Dolina Cicha. Jej pozostałością są nazwy stawów w dolinie i obiektów w ich pobliżu. Odzwierciedlają one brak cieków wodnych w górnej części doliny, co skutkuje ciszą w porównaniu do szumu wypełniającego doliny odwadniane powierzchniowo.